# Bursera excelsa
Bursera excelsa es una especie de planta que pertenece a la familia Burseraceae, algunos de sus nombres comunes son: pomó, tecomajaca, copal (Chiapas); copal, copalillo (Jalisco); copalillo real (Guatemala). Su distribución es principalmente en la costa del Pacífico mexicano.

## Clasificación y descripción
Es un árbol de hasta 8 m de alto con un diámetro de hasta 30 cm, presenta un tronco generalmente retorcido, copa redondeada a irregular raramente cónico, frecuentemente con ramificación desde la base. La corteza externa es lisa color plomizo, con lenticelas grandes en líneas dispuestas verticales, la corteza interna es de color rojizo y en la parte intermedia crema, con exudado muy fragante, transparente o blanquecina, el grosor total de la corteza es de 6 a 8 mm.
Presenta hojas compuestas, alternas, imparipinnadas, dispuestas en espiral, aglomeradas en las puntas de las ramas, de 10 a 23 cm de largo incluyendo el pecíolo; de 3 a 6 pares de foliolos opuestos de 3 x 10 a 7.5 x 4.5 cm, estrecha a ampliamente elípticos, con el margen ampliamente aserrado a crenado, el ápice agudo a redondeado, base aguda a truncada; verde grisáceo oscuro en la haz y más pálidos en el envés, pubescencia muy densa y crispada en el envés; raquis estrechamente alado y peciolulos de 1 a 2 mm, pubescentes. Yemas de 3 a 4 mm de largo, desnudas a densamente pubescentes, estipulas ausente. Las hojas despiden un olor resinoso al estrujarse, los árboles de esta especie son caducifolios durante la época seca.
Las flores se encuentran en panículas, es una especie dioica. Las flores masculinas de hasta 8 cm de largo, terminales, densamente pubescente, con las flores aglomeradas, sésiles; sépalos 4, de 2.5 mm de largo, estrechamente triangulares, ápice agudo, densamente pubescente con pelos largos y rígidos en la superficie exterior, glabros en el interior; pétalos 4, de 3 mm de largo, oblongo-lanceolados, ápice obtuso, estambres 8, desiguales, glabros, los más grandes de 2.5 mm de largo; anteras dehiscentes; nectario cupular, glabro. Las flores femeninas en inflorescencia de hasta 1 cm de largo, en las puntas de las ramas, con pedicelos de 1 mm; sépalos 5, del mismo tamaño que los masculinos; pétalos 5, de 1.5 mm de largo; estambres vestigiales de 1 mm de largo; ovario hinchado, glabros ovoide, bilocular, cada lóculo 2-óvulos.
Los frutos son cápsulas de 10 x 7 a 1.3 x 8 mm ovoides, bivalvadas, exocarpo dehiscente, color rojizo, pubescente, con el cáliz persistente; una sola semilla conteniendo un hueso rojizo de 5 a 8 mm de largo.

## Distribución y hábitat
En México se tienen registros para esta especie en Sinaloa, Nayarit, Guerrero, Oaxaca y Chiapas en la Depresión Central. En Guatemala se tienen registros en Zacapa, Santa Rosa, Sacatepéquez, Quiché, Jutiapa, Jalapa, Huehuetenango, Guatemala y El Progreso, llegando hasta Honduras.

## Usos
Su resina para ceremonias como incienso.